# Takao Aoki
 (mars 2021).
Si vous disposez d'ouvrages ou d'articles de référence ou si vous connaissez des sites web de qualité traitant du thème abordé ici, merci de compléter l'article en donnant les références utiles à sa vérifiabilité et en les liant à la section « Notes et références ».
 (mars 2021).
La mise en forme du texte ne suit pas les recommandations de Wikipédia : il faut le « wikifier ».
Les points d'amélioration suivants sont les cas les plus fréquents. Le détail des points à revoir est peut-être précisé sur la page de discussion.
- Les titres sont pré-formatés par le logiciel. Ils ne sont ni en capitales, ni en gras.
- Le texte ne doit pas être écrit en capitales (les noms de famille non plus), ni en gras, ni en italique, ni en « petit »…
- Le gras n'est utilisé que pour surligner le titre de l'article dans l'introduction, une seule fois.
- L'italique est rarement utilisé : mots en langue étrangère, titres d'œuvres, noms de bateaux, etc.
- Les citations ne sont pas en italique mais en corps de texte normal. Elles sont entourées par des guillemets français : « et ».
- Les listes à puces sont à éviter, des paragraphes rédigés étant largement préférés. Les tableaux sont à réserver à la présentation de données structurées (résultats, etc.).
- Les appels de note de bas de page (petits chiffres en exposant, introduits par l'outil «  Source ») sont à placer entre la fin de phrase et le point final[comme ça].
- Les liens internes (vers d'autres articles de Wikipédia) sont à choisir avec parcimonie. Créez des liens vers des articles approfondissant le sujet. Les termes génériques sans rapport avec le sujet sont à éviter, ainsi que les répétitions de liens vers un même terme.
- Les liens externes sont à placer uniquement dans une section « Liens externes », à la fin de l'article. Ces liens sont à choisir avec parcimonie suivant les règles définies. Si un lien sert de source à l'article, son insertion dans le texte est à faire par les notes de bas de page.
- La présentation des références doit suivre les conventions bibliographiques. Il est recommandé d'utiliser les modèles {{Ouvrage}}, {{Chapitre}}, {{Article}}, {{Lien web}} et/ou {{Bibliographie}}. Le mode d'édition visuel peut mettre en forme automatiquement les références.
- Insérer une infobox (cadre d'informations à droite) n'est pas obligatoire pour parachever la mise en page.

Pour une aide détaillée, merci de consulter Aide:Wikification.
Si vous pensez que ces points ont été résolus, vous pouvez retirer ce bandeau et améliorer la mise en forme d'un autre article.
Takao Aoki (青木たかお, Aoki Takao, né le 20 décembre 1961 à Utsunomiya), est un mangaka japonais, connu pour être le créateur du manga Beyblade qui a ensuite été adapté dans la série animée Beyblade, Beyblade: V-Force et Beyblade: G-Revolution.

## Biographie
Takao Aoki est né à Utsunomiaya, préfecture de Tochigi et a travaillé pour Shogakukan, une maison d’édition japonaise pour la quasi-ensemble de ces œuvres manga. Des sources non vérifiées affirment qu’il est allé à « Chiyoda Art School » et a suivi un cours spécial en manga. Sa résidence actuelle est censée, Kamakura, Tokyo.
Il avait déjà fait une apparition publique aux Championnats du Monde Beyblade 2004, qui a eu lieu le 17 août 2004 à Times Square, New York aux États-Unis. Là, il semble qu’il a signé des autographes pendant l’événement à d’autres fans de Beyblade.
Ses intérêts incluent le sommeil, la conduite, les films, les chiens, les chats et son hamster pour animaux de compagnie, Konta, ainsi que la construction et la rénovation d’émissions de télévision, récemment. 

### Carrière
L’œuvre la plus connue de Takao Aoki est Beyblade (Bakuten Shoot Beyblade), qui est devenu une franchise autour des enfants qui se battent avec des toupie. Il a également fait « Bakufu Slash; Kizna », « A War Story of Metal Walker », « Mini-4WD Fighter V » et bien d’autres mangas. La plupart des mangas de Takao tournent autour de jeux vidéo ou de jouets; ses œuvres sont très appréciées.
- Beyblade: Basé sur Beigoma, un jeu japonais de toupie.
- Suicidez-vous ! Shonentai Zoids: Considéré comme l’œuvre la plus ancienne de Takao Aoki, il était basé sur Zoids, un autre jouet japonais de Takara Tomy qui se concentrait sur les kits de modèles animaux. Son premier volume est sorti en mai 1989 et le second sort le mois suivant.
- Slash Bakufuu! Kizna Arashi: Basé sur un jeu vidéo PlayStation 2 du même nom. Dans ce jeu, un garçon nommé « Arashi » (qui a une ressemblance mineure avec Naruto de la série d’anime Naruto) a un dragon bleu comme un partenaire monstre qu’il contrôle avec un élément appelé le « Demon Seal Nail ». Arashi a un « élément » connu sous le nom de « Vent » comme il porte un tissu blanc sur son bras comme preuve de son élément. Son rival est « Enn », qui a un dragon nommé « Blade » et a un élément de feu avec une flamme sur le bras comme preuve de son élément. Sa petite amie s’appelle Mika. Il s’agit d’un jeu SCEJ uniquement sorti au Japon.
- A War Story of Metal Walker: Basé sur un jeu informatique de la même.
- Mini-4WD Fighter V: Basé sur un jouet/jeu de course automobile, Mini-4WD Fighter V.

Ses autres mangas incluent Genie Hero Wataru 2 Mashin Development Daikessen, Spirit World Classroom et Slash! Kizuna M. Malik Super Magic Tanteidan. Il a également travaillé (sous une certaine forme), dans le développement de Kamen Rider ZO. 
Le manga le plus récent de Takao Aoki publié est connu sous le nom de « Exceptionally Bizarre Story, X-Zone » (世に奇怪ンン物 Xゾーン) ou tout simplement « X-Zone ». Il tourne autour de la « X-Zone », une « salle de la peur » qui flotte entre le monde des ténèbres et la réalité et raconte l’histoire de personnes qui ont souffert dans le désespoir là-dedans à la suite d’être absent, dans un genre de mystère. Quatre volumes ont été publiés, le premier sorti le 22 août 2007le dernier volume le 27 août 2010.

## Anecdotes
- Le nom japonaisde Tyson Granger (ンノ宮, Kinomiya Takao), est nommé d’après Takao Aoki.